# Castello (Venedig)
Castello er den største af de seks sestieri i Venedig, Italien. 

## Historie
Der har været små bosættelser af øerne San Pietro di Castello siden i hvert fald det 8. århundrede. Denne ø blev også kaldt Isola d'Olivolo. 
Fra det trettende århundrede og fremefter voksede distriktet op omkring et skibsværft for søværnet på hvad der oprindeligt var Isole Gemini. Området i distriktet var domineret af Arsenale for Republikken Venedig, på daværende tidspunkt det største marinekompleks i Europa.  Et græsk handelssamfund på omkring 5.000 mennesker var beliggende i distriktet i renæssancen og den sene middelalder, hvor Collegio Flanginiano og den græsk-ortodokse kirke San Giorgio dei Greci også er placeret. Collegio Flanginiano huser det helleniske institut for byzantinske og post-byzantinske studier i Venedig  og kirken San Giorgio dei Greci er nu sæde for den græsk-ortodokse ærkebiskop i Italien. 
Andre væsentlige strukturer var klostrene i den nordlige del af kvartalet. 
Napoleon lukkede arsenalet og planlagde hvad der nu er Bienniale-haverne. Senest er øen Sant'Elena blevet skabt, og mere jord drænet i andre yderpunkter af Castello. 

## Vartegn
Fremtrædende seværdigheder i Castello omfatter: 
- Santi Giovanni e Paolo Kirke (San Zanipoli)
- San Giorgio dei Greci Kirke
- Campo Santa Maria Formosa Kirke og Santa Maria Formosa
- Kirken og Ospedale della Pietà
- San Zaccaria Kirke
- Scuola af San Giorgio degli Schiavoni
- Scuola di San Marco
- Det Venetianske Arsenal
- Sant'Elena Kirke